# Fort Caroline
Fort Caroline va ser la primera colònia francesa als actuals Estats Units, estava situada a la riba del riu Saint Johns a l'actual Jacksonville, Florida. Va ser fundada sota el comandament de René Goulaine de Laudonnière el 22 de juny de 1564, com a port segur per a Hugonots. Aquest assentament francès entrà en conflicte amb els espanyols els quals fundaren Saint Augustine, Florida el setembre de 1565, i Fort Caroline va ser saquejat per les tropes espanyoles comandades per Pedro Menéndez de Avilés el 20 de setembre. Els espanyols continuaren ocupant aquest lloc com San Mateo fins a l'any 1569.
La ubicació original s'ha perdut. El 1953 el National Park Service establí el Fort Caroline National Memorial en aquesta zona, actualment part de la Timucuan Ecological and Historic Preserve.